# Le Carlaret
Le Carlaret est une commune française, située dans le nord-est du département de l'Ariège en région Occitanie. Sur le plan historique et culturel, la commune fait partie du pays de l'Aguanaguès ou plaine d'Ariège, parfois appelé basse Ariège, ou piémont ariégeois.
Exposée à un climat océanique altéré, elle est drainée par l'Hers-Vif, l'Estaut et par divers autres petits cours d'eau. La commune possède un patrimoine naturel remarquable : un site Natura 2000 (« Garonne, Ariège, Hers, Salat, Pique et Neste ») et quatre zones naturelles d'intérêt écologique, faunistique et floristique.
Le Carlaret est une commune rurale qui compte 286 habitants en 2022, après avoir connu une forte hausse de la population depuis 1975. Elle fait partie de l'aire d'attraction de Pamiers. Ses habitants sont appelés les Carlaretois ou Carlaretoises.

## Géographie

### Localisation
1. Carte dynamique
2. Carte Openstreetmap
3. Carte topographique
4. Carte avec les communes environnantes

La commune du Carlaret se trouve dans le département de l'Ariège, en région Occitanie.
Elle se situe à 21 km à vol d'oiseau de Foix, préfecture du département, et à 7 km de Pamiers, sous-préfecture.
Les communes les plus proches sont : 
La Bastide-de-Lordat (1,4 km), Trémoulet (2,6 km), Ludiès (2,9 km), Saint-Amadou (4,0 km), Saint-Félix-de-Tournegat (4,5 km), Lapenne (4,5 km), Gaudiès (4,8 km), Villeneuve-du-Paréage (4,9 km).
Sur le plan historique et culturel, Le Carlaret fait partie du pays de l'Aguanaguès ou plaine d'Ariège, parfois appelé basse Ariège, ou piémont ariégeois. Ce pays, dont l'origine remonte probablement à l'époque carolingienne s'applique à la plaine de Pamiers et, par extension, à celle de Saverdun.
Le Carlaret est limitrophe de huit autres communes.
Les communes limitrophes sont La Bastide-de-Lordat, Ludiès, Montaut, Pamiers, Saint-Amadou, Saint-Félix-de-Tournegat, La Tour-du-Crieu et Trémoulet.
| Montaut          | Trémoulet    | La Bastide-de-Lordat     |
| Pamiers          | du Carlaret  | Saint-Félix-de-Tournegat |
| La Tour-du-Crieu | Saint-Amadou | Ludiès                   |

### Géologie et relief
La commune est située dans le Bassin aquitain, le deuxième plus grand bassin sédimentaire de la France après le Bassin parisien, la totalité du territoire étant recouverte par des formations superficielles. Les terrains affleurants sur le territoire communal sont constitués de roches sédimentaires datant du Cénozoïque, l'ère géologique la plus récente sur l'échelle des temps géologiques, débutant il y a 66 millions d'années. La structure détaillée des couches affleurantes est décrite dans la feuille « n°1057 - Pamiers » de la carte géologique harmonisée au 1/50 000ème du département de l'Ariège, et sa notice associée.
La superficie cadastrale de la commune publiée par l’Insee, qui sert de références dans toutes les statistiques, est de 9,39 km2,. La superficie géographique, issue de la BD Topo, composante du Référentiel à grande échelle produit par l'IGN, est quant à elle de 9,51 km2.  L'altitude du territoire varie entre 250 m et 327 m.

### Hydrographie

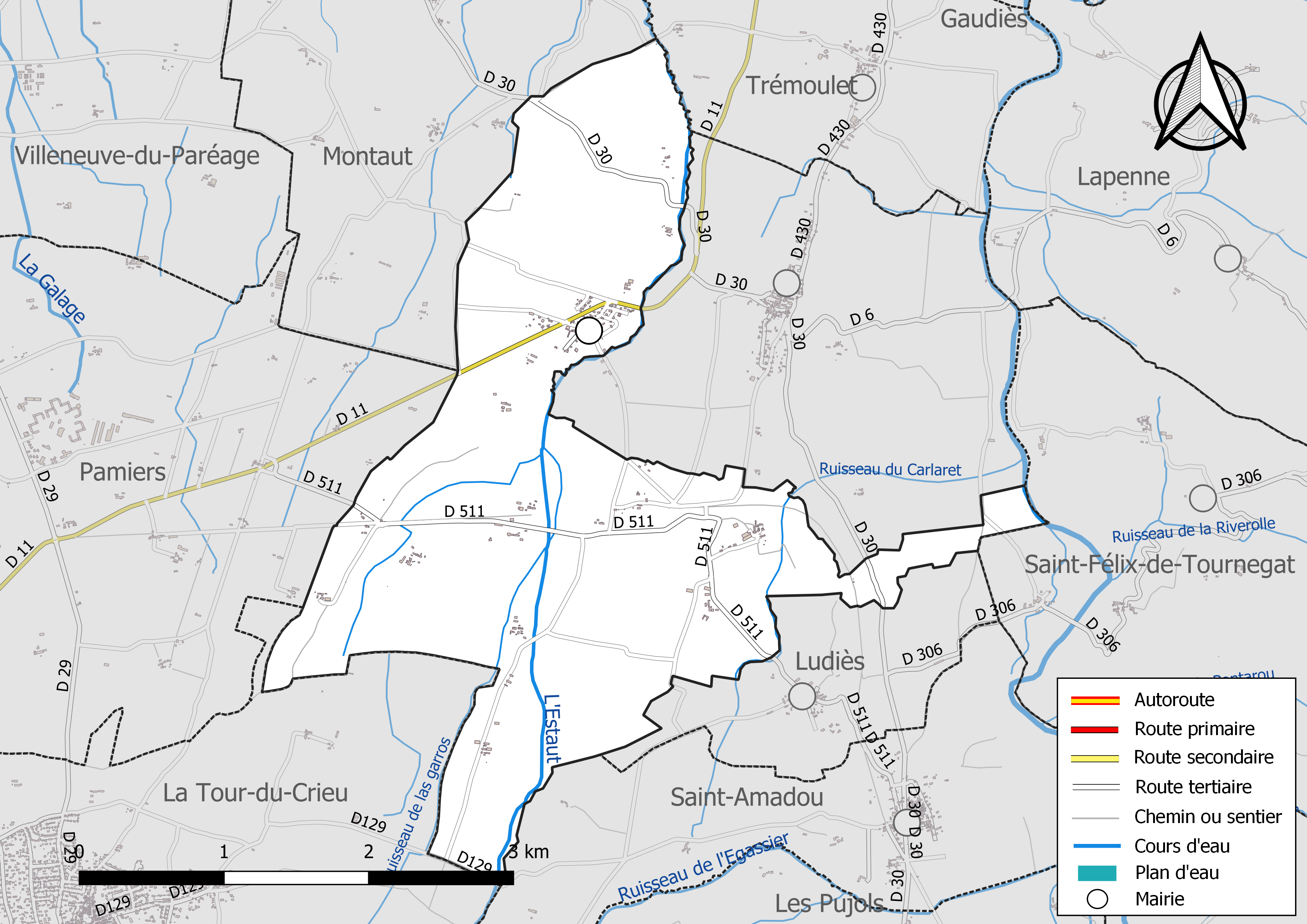
Réseaux hydrographique et routier du Carlaret.

La commune est dans le bassin versant de la Garonne, au sein du bassin hydrographique Adour-Garonne. Elle est drainée par l'Hers-Vif, l'Estaut, un bras de l'Estaut, le ruisseau de las garros, le ruisseau du Carlaret et par deux petits cours d'eau, constituant un réseau hydrographique de 12 km de longueur totale,.
L'Hers-Vif, d'une longueur totale de 134,9 km, prend sa source dans la commune de Prades et s'écoule du sud vers le nord. Il traverse la commune et se jette dans l'Ariège à Cintegabelle, après avoir traversé 41 communes.
L'Estaut, d'une longueur totale de 19,5 km, prend sa source dans la commune de Coussa et s'écoule du sud vers le nord. Il traverse la commune et se jette dans l'Hers-Vif à Belpech, après avoir traversé 11 communes.

### Climat
Pour des articles plus généraux, voir Climat de l'Occitanie et Climat de l'Ariège.
En 2010, le climat de la commune est de type climat du Bassin du Sud-Ouest, selon une étude s'appuyant sur une série de données couvrant la période 1971-2000. En 2020, Météo-France publie une typologie des climats de la France métropolitaine dans laquelle la commune est exposée à un climat de montagne et est dans la région climatique Pyrénées centrales, caractérisée par une pluviométrie annuelle de 1 000 à 1 200 mm.
Pour la période 1971-2000, la température annuelle moyenne est de 12,9 °C, avec une amplitude thermique annuelle de 15,6 °C. Le cumul annuel moyen de précipitations est de 784 mm, avec 9,4 jours de précipitations en janvier et 5,7 jours en juillet. Pour la période 1991-2020, la température moyenne annuelle observée sur la station météorologique la plus proche, située sur la commune de Montaut à 7 km à vol d'oiseau, est de 13,7 °C et le cumul annuel moyen de précipitations est de 677,1 mm,. Pour l'avenir, les paramètres climatiques de la commune estimés pour 2050 selon différents scénarios d'émission de gaz à effet de serre sont consultables sur un site dédié publié par Météo-France en novembre 2022.

### Milieux naturels et biodiversité

#### Réseau Natura 2000

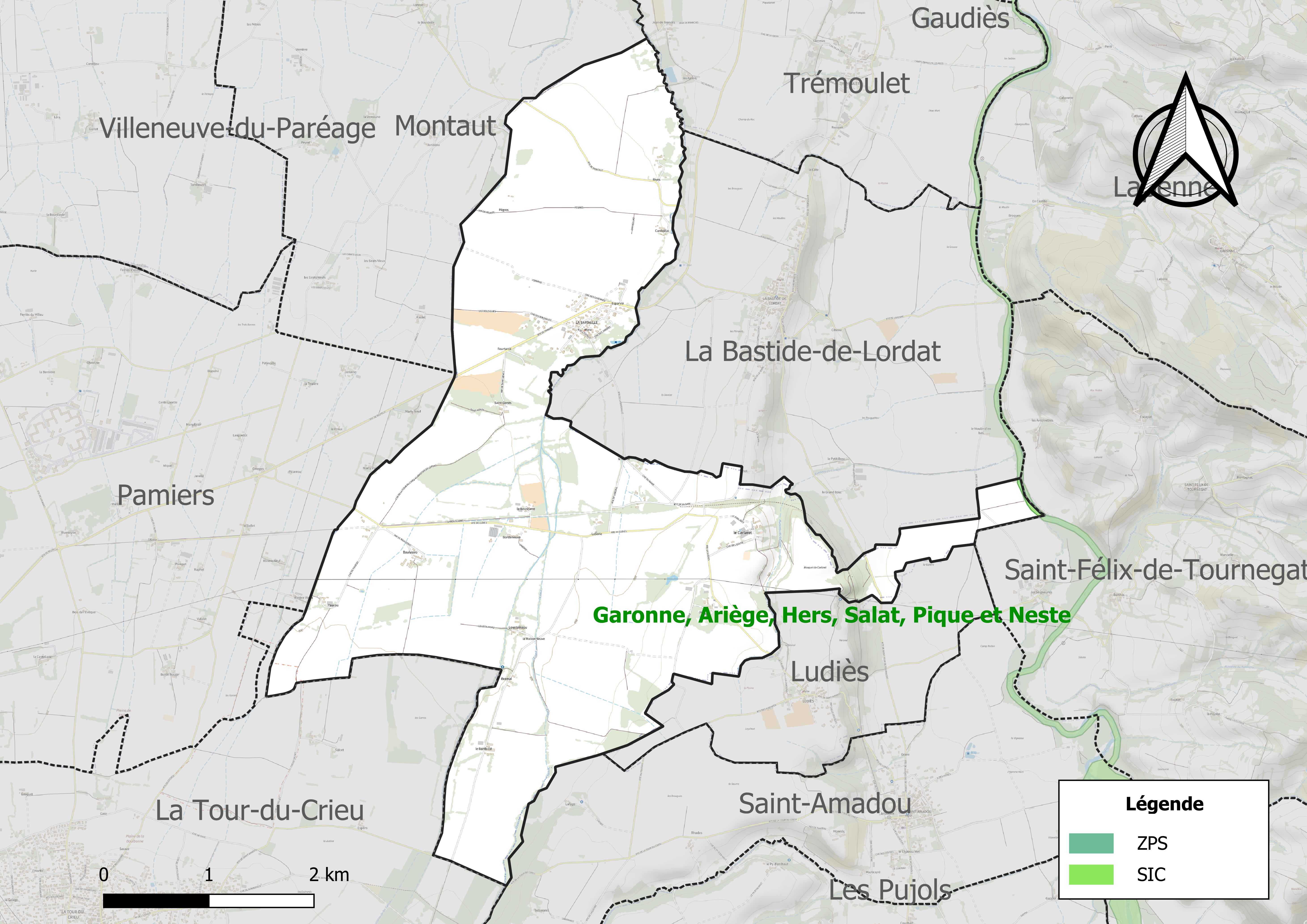
Site Natura 2000 sur le territoire communal.

Le réseau Natura 2000 est un réseau écologique européen de sites naturels d'intérêt écologique élaboré à partir des directives habitats et oiseaux, constitué de zones spéciales de conservation (ZSC) et de zones de protection spéciale (ZPS).
Un site Natura 2000 a été défini sur la commune au titre de la directive habitats : « Garonne, Ariège, Hers, Salat, Pique et Neste », d'une superficie de 9 581 ha, un réseau hydrographique pour les poissons migrateurs, avec des zones de frayères actives et potentielles importantes pour le Saumon en particulier qui fait l'objet d'alevinages réguliers et dont des adultes atteignent déjà Foix sur l'Ariège.

#### Zones naturelles d'intérêt écologique, faunistique et floristique
L’inventaire des zones naturelles d'intérêt écologique, faunistique et floristique (ZNIEFF) a pour objectif de réaliser une couverture des zones les plus intéressantes sur le plan écologique, essentiellement dans la perspective d’améliorer la connaissance du patrimoine naturel national et de fournir aux différents décideurs un outil d’aide à la prise en compte de l’environnement dans l’aménagement du territoire.
Deux ZNIEFF de type 1 sont recensées sur la commune :
les « bosquets de Las Garros à La Pradasse et aérodrome de Pamiers-les-Pujols » (174 ha), couvrant 5 communes du département, et 
le « cours de l'Hers » (891 ha), couvrant 41 communes dont 32 dans l'Ariège, 7 dans l'Aude et 2 dans la Haute-Garonne
et deux ZNIEFF de type 2, : 
- les « basse plaine de l'Ariège et de l'Hers » (7 048 ha), couvrant 14 communes dont 13 dans l'Ariège et 1 dans la Haute-Garonne[30] ;
- « l'Hers et ripisylves » (1 417 ha), couvrant 41 communes dont 32 dans l'Ariège, 7 dans l'Aude et 2 dans la Haute-Garonne[31].

Carte des ZNIEFF de type 1 et 2 au Carlaret.
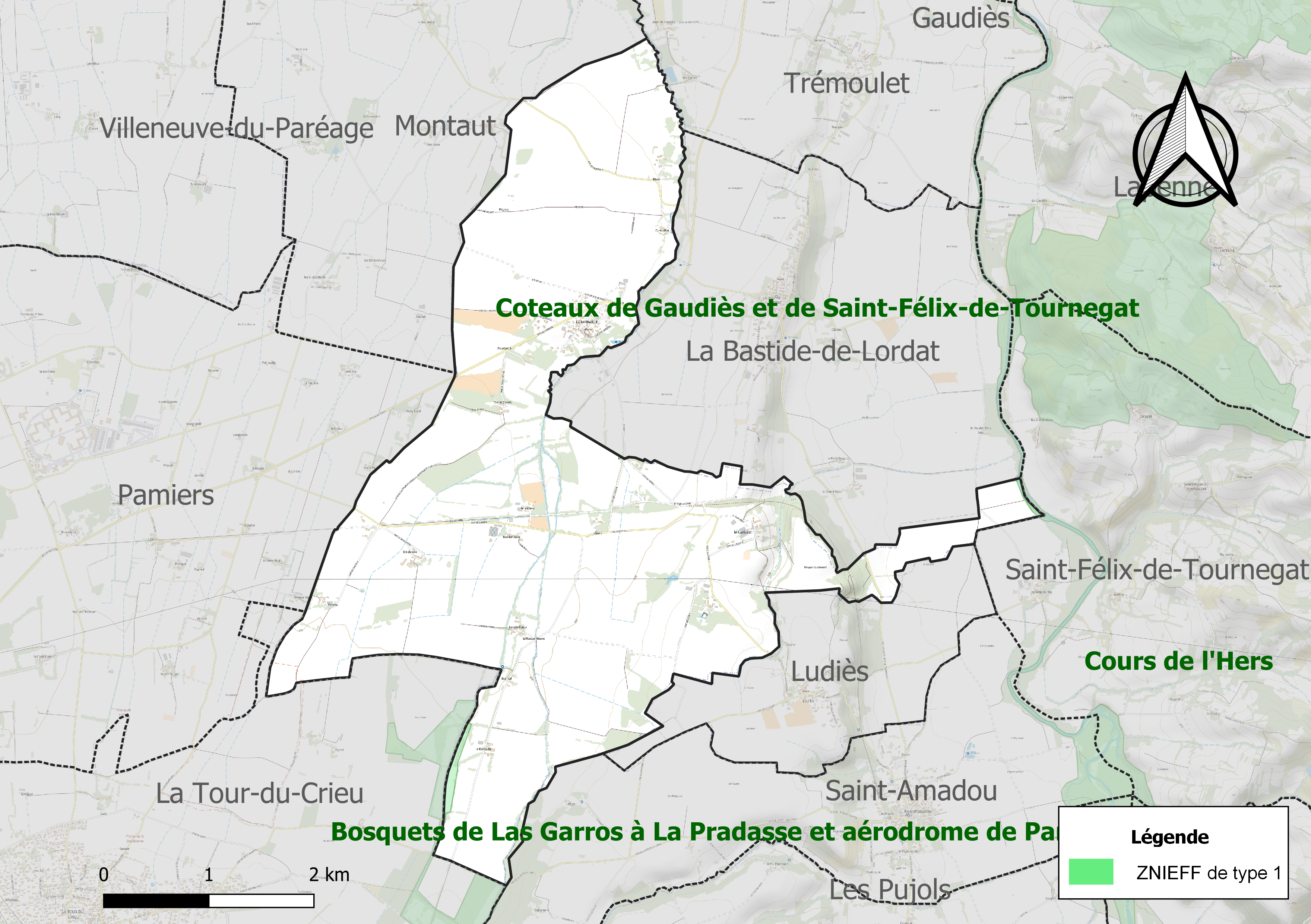
Carte des ZNIEFF de type 1 sur la commune.
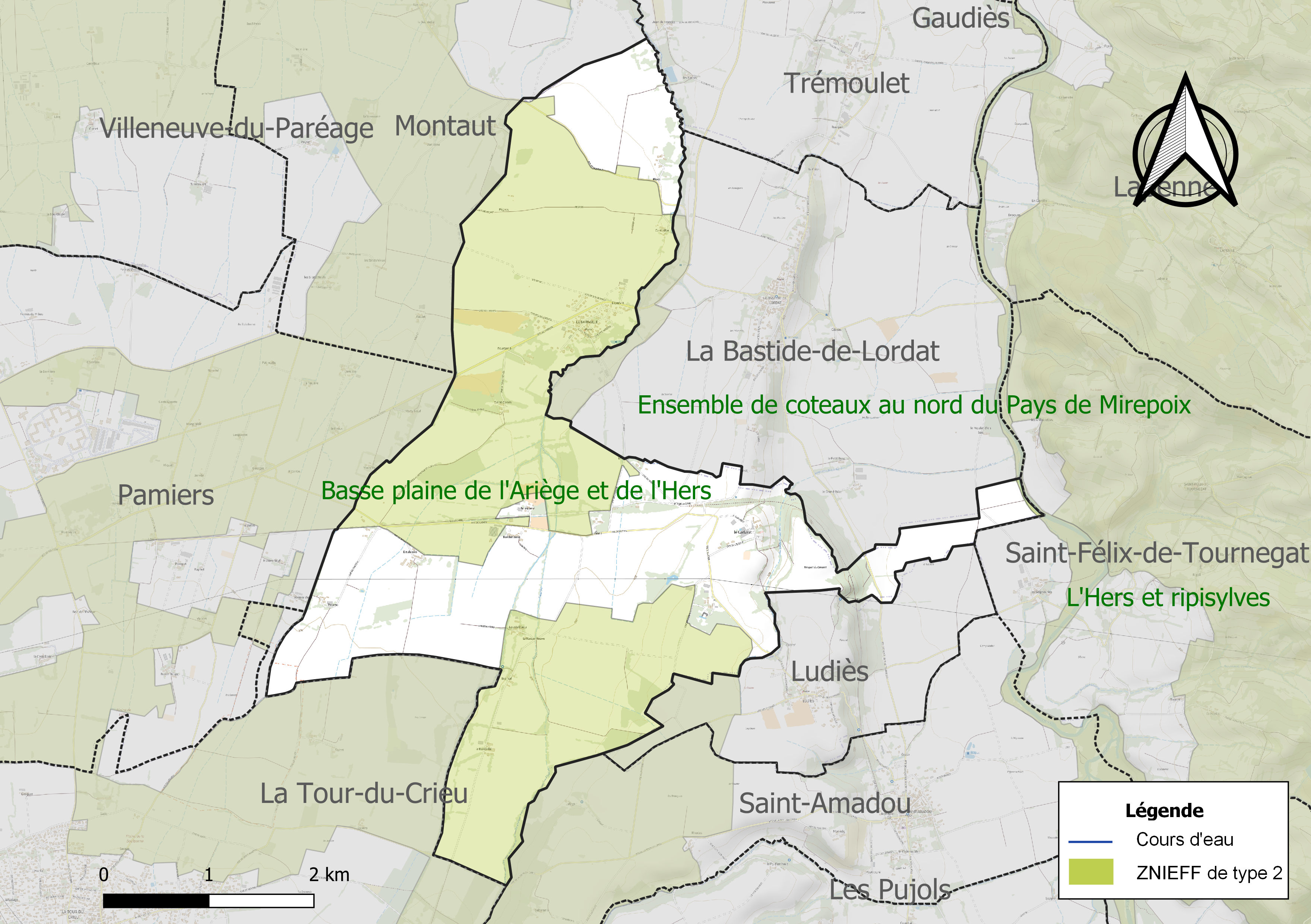
Carte des ZNIEFF de type 2 sur la commune.

## Urbanisme

### Typologie
Au 1er janvier 2024, Le Carlaret est catégorisée commune rurale à habitat dispersé, selon la nouvelle grille communale de densité à 7 niveaux définie par l'Insee en 2022.
Elle est située hors unité urbaine. Par ailleurs la commune fait partie de l'aire d'attraction de Pamiers, dont elle est une commune de la couronne,. Cette aire, qui regroupe 52 communes, est catégorisée dans les aires de moins de 50 000 habitants,.

### Occupation des sols

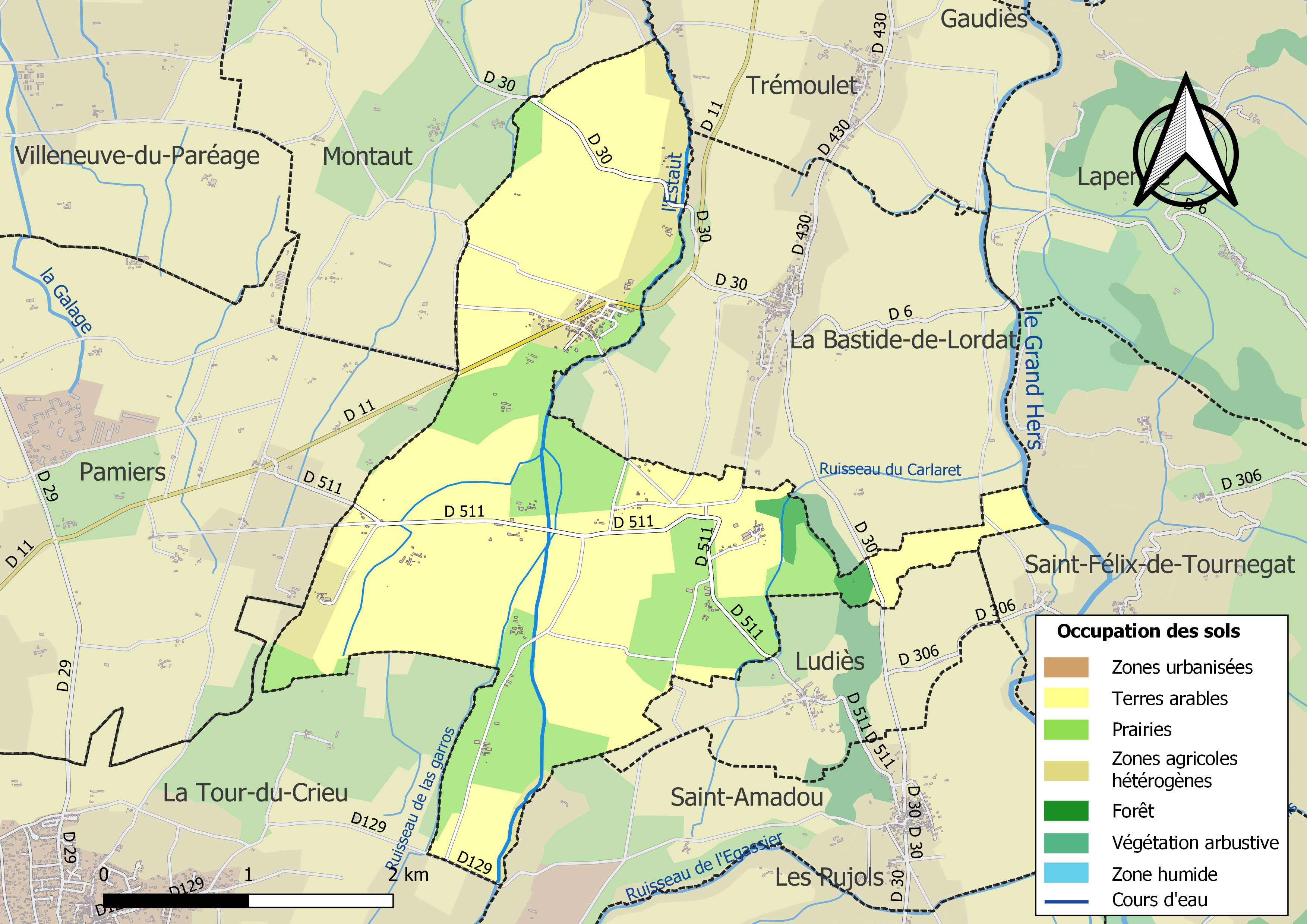
Carte des infrastructures et de l'occupation des sols de la commune en 2018 (CLC).

L'occupation des sols de la commune, telle qu'elle ressort de la base de données européenne d’occupation biophysique des sols Corine Land Cover (CLC), est marquée par l'importance des territoires agricoles (98,5 % en 2018), une proportion identique à celle de 1990 (98,5 %). La répartition détaillée en 2018 est la suivante : 
terres arables (63,8 %), prairies (27,4 %), zones agricoles hétérogènes (7,3 %), forêts (1,5 %). L'évolution de l’occupation des sols de la commune et de ses infrastructures peut être observée sur les différentes représentations cartographiques du territoire : la carte de Cassini (XVIIIe siècle), la carte d'état-major (1820-1866) et les cartes ou photos aériennes de l'IGN pour la période actuelle (1950 à aujourd'hui).

### Hameaux
La commune est composée de plusieurs villages et hameaux. Le village central est la Bardaille où se trouve la mairie et la salle des fêtes. L'église se trouve au Carlaret même.

### Habitat et logement
En 2018, le nombre total de logements dans la commune était de 116, alors qu'il était de 109 en 2013 et de 86 en 2008.
Parmi ces logements, 90,5 % étaient des résidences principales, 1,7 % des résidences secondaires et 7,8 % des logements vacants. Ces logements étaient pour 95,7 % d'entre eux des maisons individuelles et pour 4,3 % des appartements.
Le tableau ci-dessous présente la typologie des logements au Le Carlaret en 2018 en comparaison avec celle de l'Ariège et de la France entière. Une caractéristique marquante du parc de logements est ainsi une proportion de résidences secondaires et logements occasionnels (1,7 %) inférieure à celle du département (24,6 %) mais supérieure à celle de la France entière (9,7 %). Concernant le statut d'occupation de ces logements, 82,9 % des habitants de la commune sont propriétaires de leur logement (85,9 % en 2013), contre 66,3 % pour l'Ariège et 57,5 % pour la France entière.
| Typologie                                               | Le Carlaret | Ariège | France entière |
| ------------------------------------------------------- | ----------- | ------ | -------------- |
| Résidences principales (en %)                           | 90,5        | 65,7   | 82,1           |
| Résidences secondaires et logements occasionnels (en %) | 1,7         | 24,6   | 9,7            |
| Logements vacants (en %)                                | 7,8         | 9,7    | 8,2            |

### Risques majeurs
Le territoire de la commune du Carlaret est vulnérable à différents aléas naturels : inondations, climatiques (grand froid ou canicule), mouvements de terrains et séisme (sismicité faible). Il est également exposé à deux risques technologiques,  le transport de matières dangereuses et la rupture d'un barrage,.

#### Risques naturels

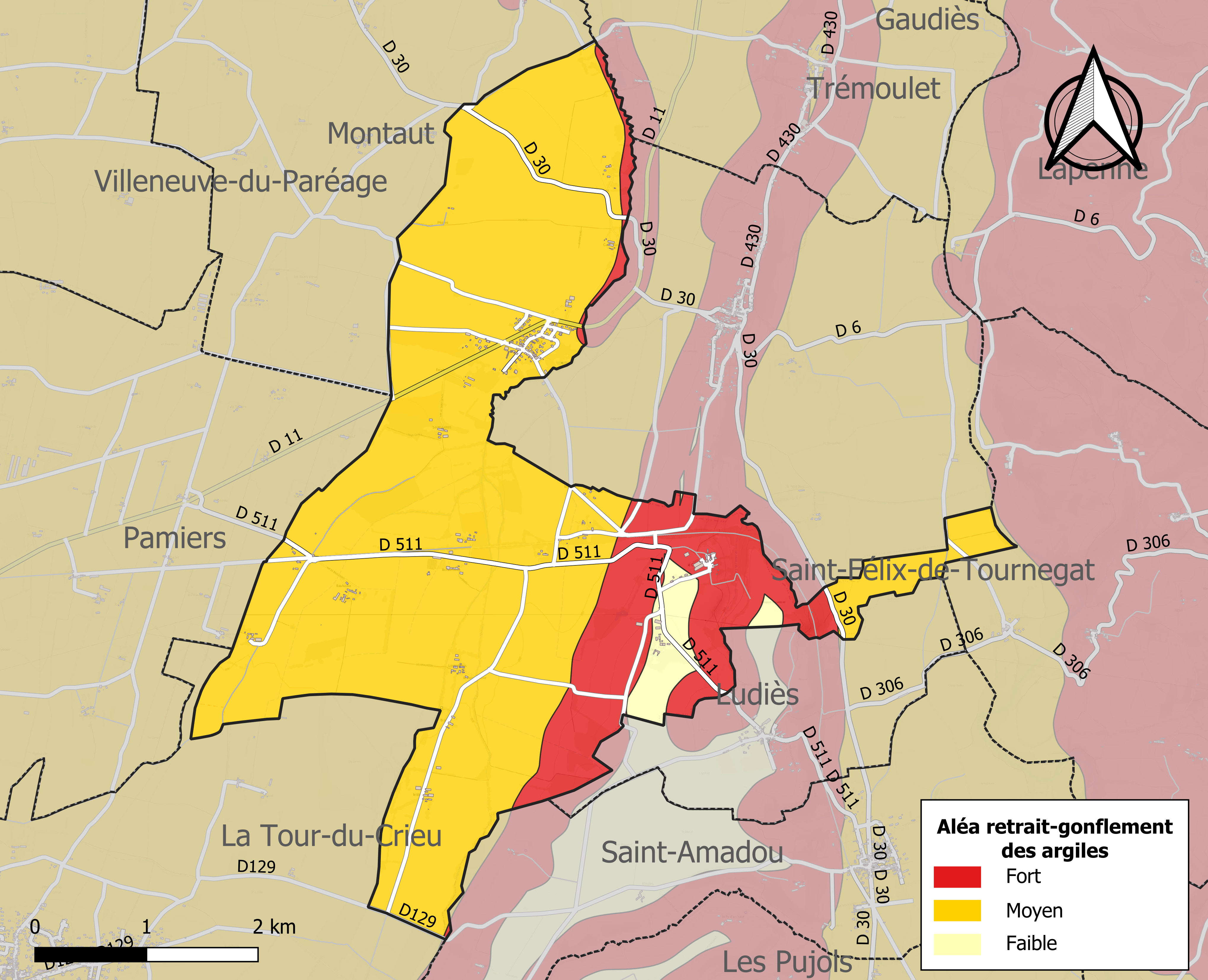
Zonage de l'aléa retrait-gonflement des argiles sur la commune du Carlaret.

Certaines parties du territoire communal sont susceptibles d’être affectées par le risque d’inondation par débordement, crue torrentielle d'un cours d'eau, ou ruissellement d'un versant.
Les mouvements de terrains susceptibles de se produire sur la commune sont soit des glissements de terrains soit des mouvements liés au retrait-gonflement des argiles. Près de 50 % de la superficie du département est concernée par l'aléa retrait-gonflement des argiles, dont la commune du Carlaret. L'inventaire national des cavités souterraines permet par ailleurs de localiser celles situées sur la commune.

#### Risques technologiques
Le risque de transport de matières dangereuses par une infrastructure routière ou ferroviaire ou par une canalisation de transport de gaz concerne la commune. Un accident se produisant sur une telle infrastructure est en effet susceptible d'avoir des effets graves au bâti ou aux personnes jusqu'à 350 m, selon la nature du matériau transporté. Des dispositions d'urbanisme peuvent être préconisées en conséquence.
Dans le département de l'Ariège, on dénombre cinq grands barrages susceptibles d'occasionner des dégâts en cas de rupture. La commune fait partie des 80 communes susceptibles d'être touchées par l'onde de submersion consécutive à la rupture d'un de ces barrages.

## Histoire

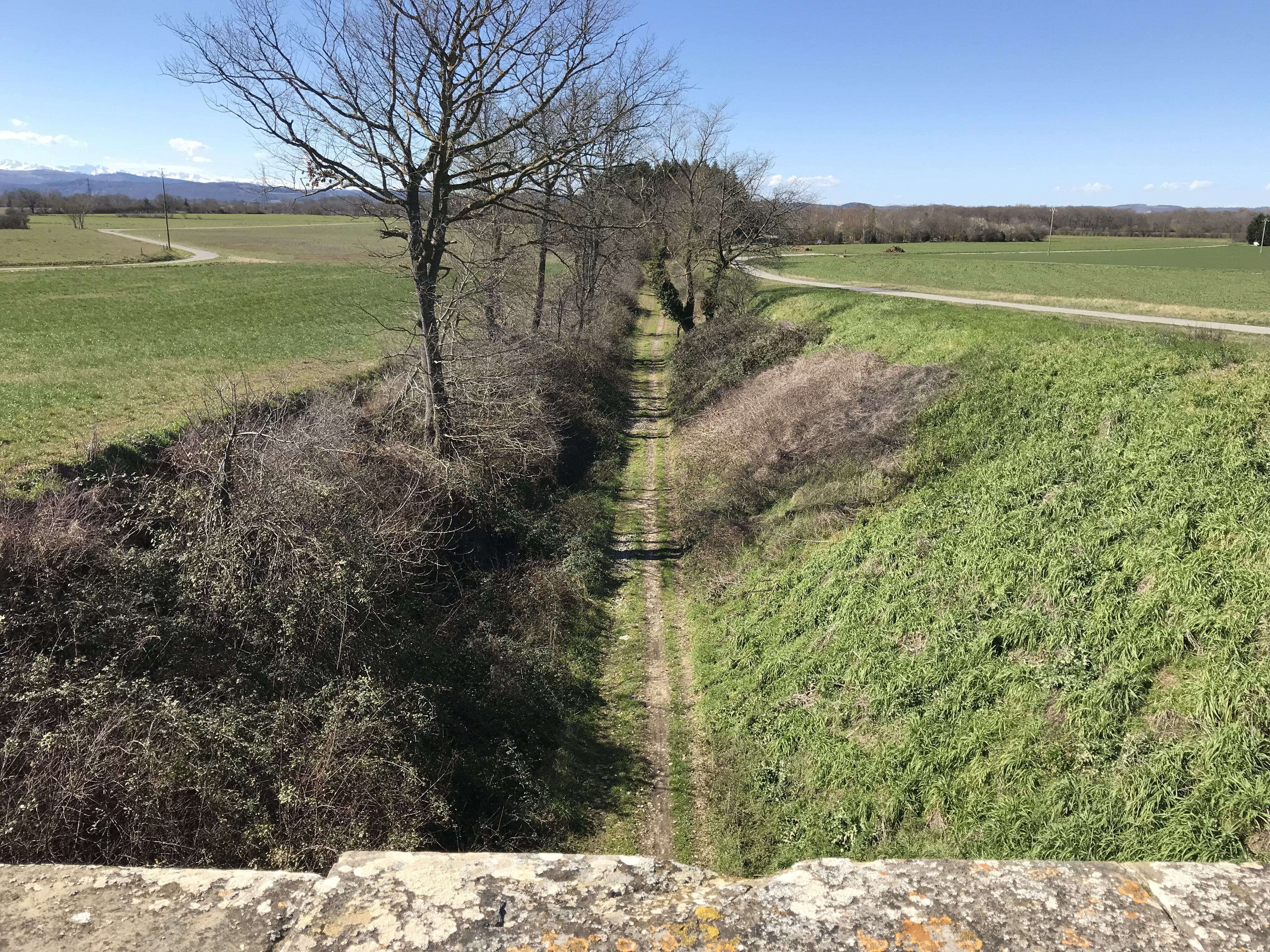
Implantation de l'ancienne voie ferrée de Pamiers à Limoux

Des cippes et des restes d'amphores ont attesté d'une fréquentation gallo-romaine.
À partir de 1898, Le Carlaret était une gare sur la ligne de Pamiers à Limoux.

## Politique et administration

### Découpage territorial
La commune du Carlaret est membre de la communauté de communes des Portes d'Ariège Pyrénées, un établissement public de coopération intercommunale (EPCI) à fiscalité propre créé le 5 octobre 2016 dont le siège est à Pamiers. Ce dernier est par ailleurs membre d'autres groupements intercommunaux.
Sur le plan administratif, elle est rattachée à l'arrondissement de Pamiers, au département de l'Ariège, en tant que circonscription administrative de l'État, et à la région Occitanie.
Sur le plan électoral, elle dépend du canton de Pamiers-2 pour l'élection des conseillers départementaux, depuis le redécoupage cantonal de 2014 entré en vigueur en 2015, et de la deuxième circonscription de l'Ariège  pour les élections législatives, depuis le redécoupage électoral de 1986.

### Administration municipale
Le nombre d'habitants au recensement de 2011 étant compris entre 100 et 499, le nombre de membres du conseil municipal pour l'élection de 2014 est de onze,.

### Liste des maires
| Période                                  | Période  | Identité             | Étiquette | Qualité                    |
| ---------------------------------------- | -------- | -------------------- | --------- | -------------------------- |
| mars 2001                                | 2014     | Guy Bouché           |           |                            |
| mars 2014                                | 2020     | Jean-Paul Boutrouche | SE        | Retraité de l'enseignement |
| 2020                                     | En cours | Jean-Marc Soula      |           |                            |
| Les données manquantes sont à compléter. |          |                      |           |                            |

## Population et société

### Démographie
L'évolution du nombre d'habitants est connue à travers les recensements de la population effectués dans la commune depuis 1793. Pour les communes de moins de 10 000 habitants, une enquête de recensement portant sur toute la population est réalisée tous les cinq ans, les populations de référence des années intermédiaires étant quant à elles estimées par interpolation ou extrapolation. Pour la commune, le premier recensement exhaustif entrant dans le cadre du nouveau dispositif a été réalisé en 2008.

En 2022, la commune comptait 286 habitants, en évolution de +2,14 % par rapport à 2016 (Ariège : +1,48 %, France hors Mayotte : +2,11 %).
| 1793 | 1800 | 1806 | 1821 | 1831 | 1836 | 1841 | 1846 | 1851 |
| ---- | ---- | ---- | ---- | ---- | ---- | ---- | ---- | ---- |
| 35   | 159  | 213  | 193  | 213  | 215  | 198  | 195  | 204  |

| 1856 | 1861 | 1866 | 1872 | 1876 | 1881 | 1886 | 1891 | 1896 |
| ---- | ---- | ---- | ---- | ---- | ---- | ---- | ---- | ---- |
| 214  | 207  | 200  | 195  | 188  | 223  | 217  | 223  | 233  |

| 1901 | 1906 | 1911 | 1921 | 1926 | 1931 | 1936 | 1946 | 1954 |
| ---- | ---- | ---- | ---- | ---- | ---- | ---- | ---- | ---- |
| 206  | 215  | 220  | 209  | 202  | 205  | 186  | 172  | 185  |

| 1962 | 1968 | 1975 | 1982 | 1990 | 1999 | 2006 | 2008 | 2013 |
| ---- | ---- | ---- | ---- | ---- | ---- | ---- | ---- | ---- |
| 164  | 135  | 154  | 149  | 142  | 141  | 194  | 209  | 268  |

| 2018 | 2022 | - | - | - | - | - | - | - |
| ---- | ---- | - | - | - | - | - | - | - |
| 274  | 286  | - | - | - | - | - | - | - |

| selon la population municipale des années : | 1968 | 1975 | 1982 | 1990 | 1999 | 2006 | 2009 | 2013 |
| Rang de la commune dans le département      | 168  | 145  | 166  | 169  | 195  | 138  | 119  | 109  |
| Nombre de communes du département           | 340  | 328  | 330  | 332  | 332  | 332  | 332  | 332  |

### Enseignement
Le Carlaret fait partie de l'académie de Toulouse.

### Activités sportives
Chasse, pétanque, randonnée pédestre,

## Économie

### Revenus
En 2018, la commune compte 100 ménages fiscaux, regroupant 295 personnes. La médiane du revenu disponible par unité de consommation est de 19 990 € (19 820 € dans le département).

### Emploi
| Division       | 2008  | 2013   | 2018   |
| -------------- | ----- | ------ | ------ |
| Commune        | 5,1 % | 5,7 %  | 7,3 %  |
| Département    | 8,9 % | 11,1 % | 11,2 % |
| France entière | 8,3 % | 10 %   | 10 %   |

En 2018, la population âgée de 15 à 64 ans s'élève à 164 personnes, parmi lesquelles on compte 80,5 % d'actifs (73,2 % ayant un emploi et 7,3 % de chômeurs) et 19,5 % d'inactifs,. Depuis 2008, le taux de chômage communal (au sens du recensement) des 15-64 ans est inférieur à celui de la France et du département.
La commune fait partie de la couronne de l'aire d'attraction de Pamiers, du fait qu'au moins 15 % des actifs travaillent dans le pôle,. Elle compte 23 emplois en 2018, contre 25 en 2013 et 25 en 2008. Le nombre d'actifs ayant un emploi résidant dans la commune est de 120, soit un indicateur de concentration d'emploi de 19,2 % et un taux d'activité parmi les 15 ans ou plus de 64,1 %.
Sur ces 120 actifs de 15 ans ou plus ayant un emploi, 18 travaillent dans la commune, soit 15 % des habitants. Pour se rendre au travail, 89,2 % des habitants utilisent un véhicule personnel ou de fonction à quatre roues, 0,8 % les transports en commun, 0,8 % s'y rendent en deux-roues, à vélo ou à pied et 9,2 % n'ont pas besoin de transport (travail au domicile).

### Activités hors agriculture
20 établissements sont implantés  au Carlaret au 31 décembre 2019.
Le secteur de l'industrie manufacturière, des industries extractives et autres est prépondérant sur la commune puisqu'il représente 40 % du nombre total d'établissements de la commune (8 sur les 20 entreprises implantées  au Le Carlaret), contre 12,9 % au niveau départemental.
Viticulture : Le-pays-cathare (IGP).

### Agriculture
La commune fait partie de la petite région agricole dénommée « Plaine de l'Ariège ». En 2010, l'orientation technico-économique de l'agriculture  sur la commune est la polyculture et le polyélevage.
|                                   | 1988 | 2000 | 2010 |
| --------------------------------- | ---- | ---- | ---- |
| Exploitations                     | 22   | 16   | 12   |
| Superficie agricole utilisée (ha) | 903  | 746  | 692  |

Le nombre d'exploitations agricoles en activité et ayant leur siège dans la commune est passé de 22 lors du recensement agricole de 1988 à 16 en 2000 puis à 12 en 2010, soit une baisse de 45 % en 22 ans. Le même mouvement est observé à l'échelle du département qui a perdu pendant cette période 48 % de ses exploitations. La surface agricole utilisée sur la commune a également diminué, passant de 903 ha en 1988 à 692 ha en 2010. Parallèlement la surface agricole utilisée moyenne par exploitation a augmenté, passant de 41 à 58 ha.

## Culture locale et patrimoine

### Lieux et monuments
- Église Saint-Saturnin, d'architecture romane datant du XIIe siècle[59]. Elle s'adresse aussi aux habitants de Ludiès qui ne disposent pas d'église sur leur commune.
- GR78 (chemin de Saint-Jacques-de-Compostelle).

### Personnalités liées à la commune
- Paul Frezoul (1837-1918), homme politique décédé au Carlaret, fut président du conseil général et sénateur.

## Pour approfondir